# Ujgur Kaganátus
Az Ujgur Kaganátus vagy Ujgur Birodalom (ujgur: ئورخۇن ئۇيغۇر خانلىقى) egy belső-ázsiai birodalom volt, amely a 8. században a második Türk Kaganátus összeomlása után keletkezett, és főleg ujgur, valamint oguz törzseket fogott össze. Az uralkodó a "kilenc törzs kagánja" címet viselte.
840-ben az egyik lázadó ujgur törzs vezére behívta a kirgizeket, akik megdöntötték a kaganátust. Ezután az ujgur-oguz törzsek nagy része Nyugat-Kanszuba és Kelet-Turkesztánba, a Tien-san vidékére menekült. Egy ideig Kanszuban még önálló kis ujgur kaganátus is meghúzódhatott, Turfánban pedig egészen a 14. századig létezett egy önálló fejedelemségük.

## Uralkodók

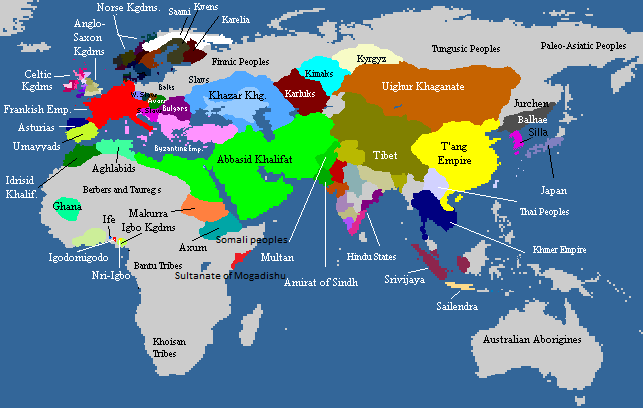
Az Ujgur Birodalom 820-ban (világosbarna) más birodalmakhoz képest

| No.                            | Török név                                        | Uralkodási idő                 | Más név                        | Kínai, pinjin név                                 | Megjegyzés |
| Jaglakar (Jagla-gur) dinasztia | Jaglakar (Jagla-gur) dinasztia                   | Jaglakar (Jagla-gur) dinasztia | Jaglakar (Jagla-gur) dinasztia | Jaglakar (Jagla-gur) dinasztia                    | Jaglakar (Jagla-gur) dinasztia |
| ------------------------------ | ------------------------------------------------ | ------------------------------ | ------------------------------ | ------------------------------------------------- | --- |
| 01.                            | Kutluk Bilge Kül-kagán                           | 744-747                        | Kutluk I. Bilge Pejlo-kagán    | 骨力裴罗 pinjin: gu-lu-pei-luo                    | Miután 742-ben megdöntik a második Türk Kaganátust, az ujgurok uralkodója felveszi a kagán nevet.                                                                                             |
| 02.                            | Bilge Kül-kagán Bajan Csor-kagán                 | 747–759                        | Mojan Csor                     | 骨力裴羅 pinjin: mo-yan-chuo Mojenčch'ou          | 751-ben megalapítja fővárosát és Ordu Balik-nak nevezi el. |
| 03.                            | Tengri-kagán Bögü-kagán                          | 759–779                        | I-ti-chien, Mou-yü             | 英地健 pinjin: yidi-jian Itiťien                  | Első fénykorát éli a birodalom. 762-ben a kagán manicheus hitre tér és ezzel az a birodalom államvallásává lesz. 779-ben megölik őt.                                                          |
| 04.                            | Alp Kutluk Bilge-kagán Tun Baga-tarkán           | 779-789                        | Dunmaga                        | 移地健 pinjin: dunmo-he-dagan Tunmoche takan      | Szakít elődje szogd-barát politikájával és Kínával kezd jó kapcsolatot teremteni. |
| 05.                            | Külüg Bilge-kagán                                | 789-790                        | Panguan                        | 多邏斯 pinjin: duo-luo-si Tolos'                  | 790-ben a tibetiek legyőzik az ujgur-kínai haderőt a Ting prefektúrában (Besbalik); a kagán is meghal.                                                                                        |
| 06.                            | Kutluk Bilge-kagán                               | 790-795                        | Ačžo                           | 阿啜 pinjin: a-chuo Ačchuo                        | |
| Ediz (Adie) dinasztia          |                                                  |                                |                                |                                                   | |
| 07.                            | Tengrida Ülük Bulmis Alp Kutluk Ulug Bilge-kagán | 795-805                        | Kutluk II.                     | 骨咄禄 pinjin: gu-du-o-lu Kutuolu                 | Kutluk Bilge kagán gyermektelen halála után korábbi főminisztere Tengrida.. néven lép trónra                                                                                                  |
| 08.                            | Tengrida Kut Bulmis Alp Külüg Bilge-kagán        | 805-808                        | Külüg Bilge                    | 俱录毗伽 pinjin: julu-pi-ga Ťülu-pchika           | - |
| 09.                            | Aj Tengrida Kut Bulmis Alp Bilge-kagán           | 808-821                        | Paoi                           | 李孝诚 pinjin: li-xiao-cheng Li Siao-čcheng       | 808-ban az ujgurok elfoglalják a Liang prefektúrát a tibetiektől |
| 10.                            | Kun Tengrida Ülüg Bulmis Alp Küčlüg Bilge-kagán  | 821-824                        | Cs'ung-te                      | 崇德可汗 pinjin: chong-de-kèhan Čchungte kchechan | - |
| 11.                            | Aj Tengrida Kut Bulmis Alp Bilge-kagán           | 824-832                        | Cs'aoli Kasar Tegin            | 曷萨特勒 pinjin: hasa-teley Cha-sa tchelej        | - |
| 12.                            | Aj Tengrida Kut Bulmis Alp Külüg Bilge-kagán     | 832-839                        | Külüg Beg-kagán                | 胡特勒 pinjin: hu-tele Chu tchelej                | - |
| 13.                            | "Dítě"-tegin                                     | 839-840                        | Hosa-kagán interregnum         | 盍馺特勒 pinjin: he-sa teley Che-sa tchelej       | 839-ben Luo Kasar (Kürebir) lovas csapatával meghódította Ordu Balik fővárosát; Külüg Beg-kagán öngyilkos lett. Éhínség és járványok majd politikai zavargások következnek be a Kaganátusban. |
| -                              | Generális Külüg-baga                             | 839-840                        | Külüg-baga interregnum         | -                                                 | 840-ben a kirgizek inváziója; megdöntik az Ujgur Kaganátust. Hosa-kagánt kivégzik. |
| 14.                            | Öge                                              | 841-847                        | Üge-kagán                      | 乌介 pinjin: wu-jie Wuťie                         | Az utolsó ujgur kagánt, Ögét, 847-ben egy lázadás során megölik. |

## Fordítás
- Ez a szócikk részben vagy egészben  az   Ujgurský kaganát című cseh Wikipédia-szócikk fordításán alapul.  Az eredeti cikk szerkesztőit annak laptörténete sorolja fel. Ez a jelzés csupán a megfogalmazás eredetét és a szerzői jogokat jelzi, nem szolgál a cikkben szereplő információk forrásmegjelöléseként.